# Hussein Arnous
Hussein Arnous (en árabe: حسين عرنوس; Al-Tah, 1 de enero de 1953) es un político sirio que se desempeñó como primer ministro de Siria desde 2020 hasta 2024. Los medios estatales anunciaron el nombramiento de Arnous poco después de que se informara que el presidente Bashar al-Ásad había despidió al ex primer ministro Imad Khamis en medio de una crisis económica que empeoraba.
El 31 de agosto de 2020, al-Ásad confirmó a Arnous como Primer Ministro al frente de un nuevo gobierno constitucional, asumió el cargo el 2 de septiembre del mismo año.

## Biografía
Arnous nació en el pueblo de Al-Tah en el distrito de Ma'arrat al-Numan, Idlib. En 1978, obtuvo una licenciatura en ingeniería civil de la Universidad de Alepo.
Después de graduarse de la universidad, Arnous trabajó con el Sindicato de Ingeniería Idleb. De 1992 a 2002, dirigió la Compañía General de Carreteras y Puentes. En 2004, Arnous fue seleccionado para servir como director ejecutivo del Establecimiento General de Transporte por Carretera. Luego se desempeñó como gobernador de Deir ez-Zor y Quneitra. En 2014, Arnous fue incluido en una lista de ministros del gobierno sirio que no podían ingresar a los Estados Unidos o la Unión Europea.
Arnous ha servido como Ministro de Recursos Hídricos desde el 26 de noviembre de 2018. Arnous también se desempeñó como Ministro de Obras Públicas y Vivienda desde 2013 hasta 2018.